# Neustadtl an der Donau
Neustadtl an der Donau ist eine Marktgemeinde mit 2167 Einwohnern (Stand 1. Jänner 2025) im Bezirk Amstetten in Niederösterreich. Der Markt liegt auf der Neustadtler Platte, einem geologisch besonderen Hochplateau.

## Geographie
Neustadtl an der Donau liegt im Mostviertel auf der Hochfläche der Neustadtler Platte, eines Ausläufers der Böhmischen Masse, der über die Donau nach Süden reicht; nur Freyenstein und Hößgang liegen direkt an der Donau im Strudengau. Etwa 41 Prozent der Fläche der Marktgemeinde sind bewaldet.
Die Neustadtler Platte hat Hochplateaucharakter und ist der südliche Ausläufer der Böhmischen Granitmasse, der von dieser von der Donau abgetrennt wurde. Nähert man sich der Donau, wird das Auftauchen von Felskuppen und Findlingsblöcken häufiger. Der Markt Neustadtl befindet sich auf einer Höhe von 507 m ü. A. Die Hochfläche wird von gerundeten Kogeln, unter anderen vom Brandstetterkogel und vom Gipfelstein überragt. Wanderwege wie beispielsweise der Matrassteig oder der Donau-Höhen-Rundwanderweg führen an der Viktoria-Adelheid-Schutzhütte vorbei. Ausblicke sind nach Norden (Wald- und Mühlviertel), Westen (Kollmitzberg, Wallsee-Sindelburg, Machland bis in den Ennser Raum) und Süden (gesamte Voralpen, Salzkammergutberge bis hin zum Traunstein) möglich. An besonders klaren Tagen sieht man von der Georgssäule, dem höchsten Punkt des Marktes, bis zum Schneeberg und zur Rax. Als vorherrschende Siedlungsform findet man das Einzelgehöft.

### Gemeindegliederung
Das Gemeindegebiet umfasst neun Ortschaften (Bevölkerung am 1. Jänner 2025):
- Berghof (205) samt Koxödt, Lindmühl, Reith und Winthan
- Freyenstein (120) samt Sand und Willersbach
- Hößgang (175) samt Wiesen
- Kleinwolfstein (272) samt Dachgrub, Dürnwieden, Haag, Oberholz, Pfaffenberg, Trilling, Unterholz, Waasen und Zwischenthann
- Nabegg (264) samt Dachberg, Kroißenreith, Lehmgrub, Oberschlag, Peham, Rühring, und Schlaghof
- Neustadtl-Markt (561) samt Au, Berg, Bernhard, Maiberg und Weg
- Neustadtl-Umgebung (192) samt Au, Berg, Bernhard, Maiberg und Weg
- Schaltberg (126) samt Burgkogel, Steinödt und Vorderleiten
- Windpassing (252) samt Beidenstein, Kremslehen und Polzmühle

Die Gemeinde besteht aus acht Katastralgemeinden (Fläche Stand 31. Dezember 2023):
- Berghof (619,3 ha)
- Freienstein (396,9 ha)
- Hößgang (333,84 ha)
- Kleinwolfstein (660,95 ha)
- Nabegg (980,47 ha)
- Neustadtl (575,79 ha)
- Schaltberg (579,92 ha)
- Windpassing (642,53 ha)

Die Katastralgemeinde Berghof hieß ursprünglich Judenhof und wurde in der NS-Zeit umbenannt. Davon zeugt unter anderem die Katastermappe im Vermessungsamt Amstetten.

### Eingemeindungen
Im Jahr 1970 schlossen sich die davor eigenständigen Gemeinden Berghof, Nabegg, Klein-Wolfstein, Neustadtl-Markt und Windpassing zur Großgemeinde Neustadtl an der Donau zusammen.

### Nachbargemeinden
Drei der sieben Marktgemeinden liegen im Bezirk Amstetten, je zwei im Bezirk Melk (ME) und im oberösterreichischen Bezirk Perg (PE).
| Grein (PE) | St. Nikola an der Donau (PE)                |                           |
| Ardagger   | Kompassrose, die auf Nachbargemeinden zeigt | St. Martin-Karlsbach (ME) |
| Viehdorf   | St. Georgen am Ybbsfelde                    | Blindenmarkt (ME)         |

## Geschichte
Niwenstat (Neustadtl) wurde vom Bistum Passau planmäßig als Rodungskirchsiedlung angelegt. In einer Urkunde von 1147 übergibt Bischof Reginberg von Passau dem Augustiner-Chorherrnstift Sarmingstein den Ort. Eine Kirche wurde 1161 dem hl. Kreuz geweiht. Diese wird zu Beginn des 16. Jahrhunderts erweitert und dem hl. Jakobus geweiht. Ein Schulmeister ist erstmals für das Jahr 1555 belegt. Zwar ist keine Markterhebungsurkunde erhalten, ein Urbar von 1603 zeigt jedoch, dass jährlich zu Gregori und Jakobi Märkte abgehalten wurden.
Zu Beginn des 19. Jahrhunderts wurde versucht, Silber und Kohle abzubauen. Wegen der geringen Vorkommen wurde dies jedoch bald aufgegeben. Im Jahr 1848 entstanden auf der Neustadtler Platte acht selbstständige Gemeinden, die den heutigen Katastralgemeinden entsprechen.

### Bevölkerungsentwicklung
| Neustadtl an der Donau: Einwohnerzahlen von 1869 bis 2025 | Neustadtl an der Donau: Einwohnerzahlen von 1869 bis 2025 | Neustadtl an der Donau: Einwohnerzahlen von 1869 bis 2025 | Neustadtl an der Donau: Einwohnerzahlen von 1869 bis 2025 | Neustadtl an der Donau: Einwohnerzahlen von 1869 bis 2025 |
| --------------------------------------------------------- | --------------------------------------------------------- | --------------------------------------------------------- | --------------------------------------------------------- | --------------------------------------------------------- |
| Jahr                                                      |                                                           |                                                           |                                                           | Einwohner                                                 |
| 1869                                                      | 1869                                                      |                                                           | 2.840                                                     | 2.840                                                     |
| 1880                                                      | 1880                                                      |                                                           | 2.818                                                     | 2.818                                                     |
| 1890                                                      | 1890                                                      |                                                           | 2.802                                                     | 2.802                                                     |
| 1900                                                      | 1900                                                      |                                                           | 2.769                                                     | 2.769                                                     |
| 1910                                                      | 1910                                                      |                                                           | 2.864                                                     | 2.864                                                     |
| 1923                                                      | 1923                                                      |                                                           | 2.857                                                     | 2.857                                                     |
| 1934                                                      | 1934                                                      |                                                           | 2.806                                                     | 2.806                                                     |
| 1939                                                      | 1939                                                      |                                                           | 2.763                                                     | 2.763                                                     |
| 1951                                                      | 1951                                                      |                                                           | 2.729                                                     | 2.729                                                     |
| 1961                                                      | 1961                                                      |                                                           | 2.638                                                     | 2.638                                                     |
| 1971                                                      | 1971                                                      |                                                           | 2.761                                                     | 2.761                                                     |
| 1981                                                      | 1981                                                      |                                                           | 3.003                                                     | 3.003                                                     |
| 1991                                                      | 1991                                                      |                                                           | 3.123                                                     | 3.123                                                     |
| 2001                                                      | 2001                                                      |                                                           | 3.286                                                     | 3.286                                                     |
| 2011                                                      | 2011                                                      |                                                           | 3.368                                                     | 3.368                                                     |
| 2021                                                      | 2021                                                      |                                                           | 3.573                                                     | 3.573                                                     |
| 2025                                                      | 2025                                                      |                                                           | 3.604                                                     | 3.604                                                     |
| Quelle(n): Statistik Austria, Gebietsstand 1.1.2021       |                                                           |                                                           |                                                           |                                                           |

### Religionsgemeinschaften
Im Neustadtler Ortsteil Kleinwolfstein ist die katholische Gemeinschaft Ancillae Domini ansässig.

## Kultur und Sehenswürdigkeiten
- Burgruine Freyenstein

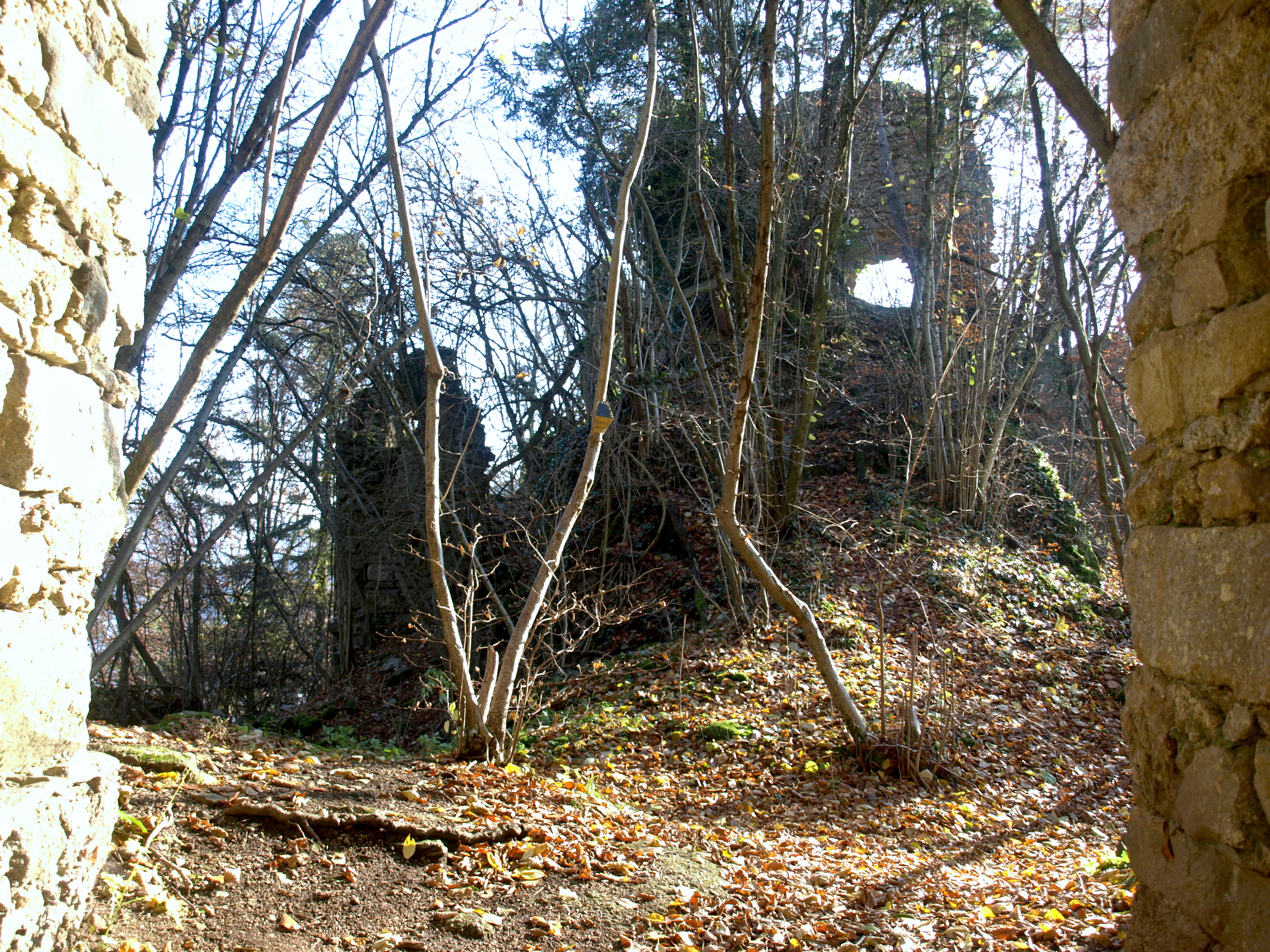
Burgruine Freyenstein

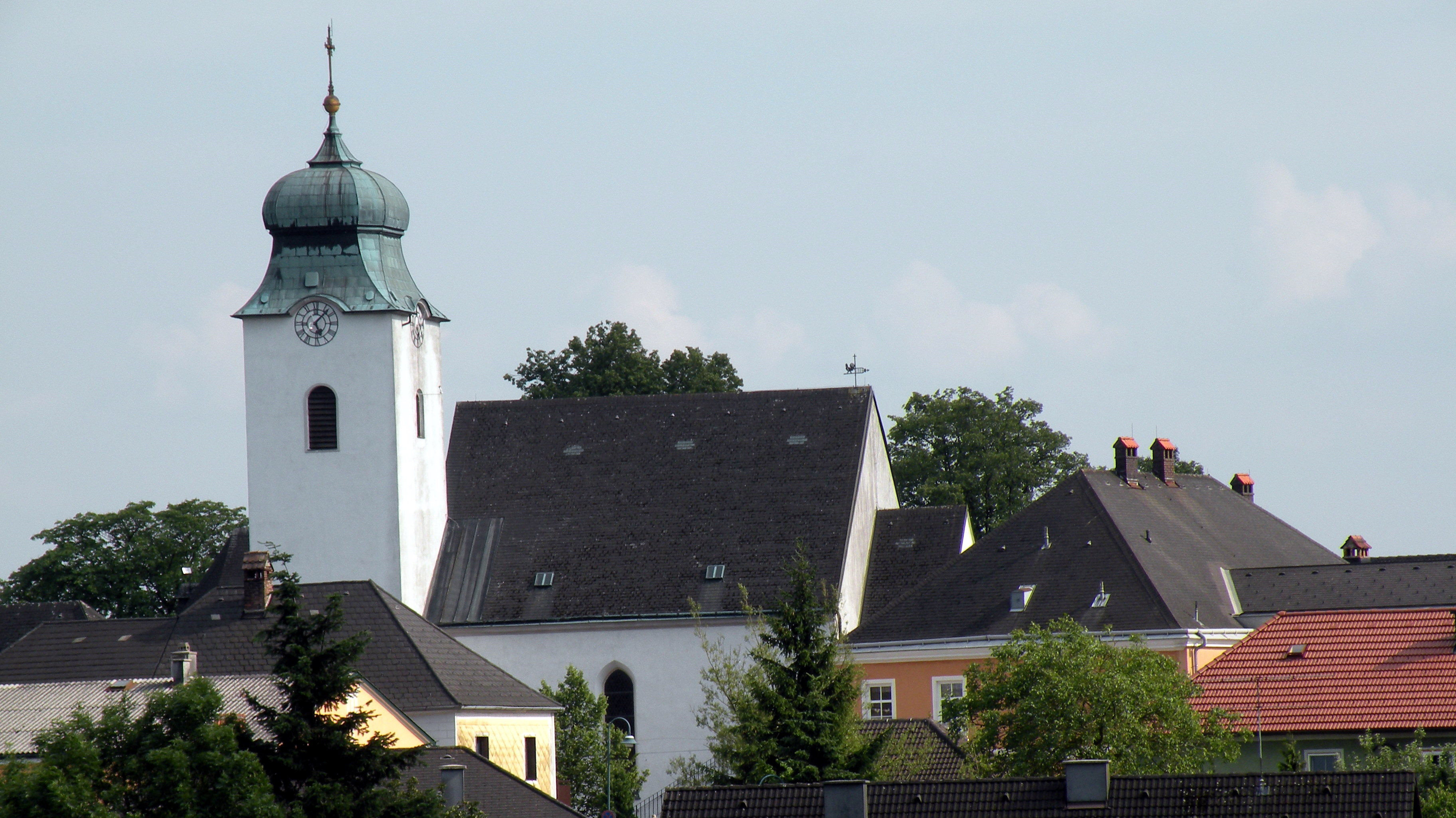
Pfarrkirche Neustadtl an der Donau

- Katholische Pfarrkirche Neustadtl an der Donau hl. Jakobus der Ältere

## Wirtschaft und Infrastruktur
Wirtschaftlich gesehen überwiegt in Neustadtl eine kleinstrukturierte Landwirtschaft, die vielfach im Nebenerwerb geführt wird. Der Fremdenverkehr nimmt in den letzten Jahren vor allem entlang des Donauradweges einen Aufschwung. Arbeitgeber sind Klein- und Mittelbetriebe; Großbetriebe und Industrie finden sich nicht.

### Wirtschaftssektoren
Von den 196 landwirtschaftlichen Betrieben des Jahres 2010 waren 98 Haupterwerbsbauern. Diese bewirtschafteten 71 Prozent der Flächen. Im Produktionssektor arbeiteten 86 Erwerbstätige in der Bauwirtschaft, 7 im Bereich Herstellung von Waren. Die wichtigsten Arbeitgeber im Dienstleistungssektor waren die Bereiche soziale und öffentliche Dienste (49), freiberufliche Dienstleistungen (42) und der Handel (34 Mitarbeiter).
| Wirtschaftssektor            | Anzahl Betriebe | Anzahl Betriebe | Erwerbstätige | Erwerbstätige |
| Wirtschaftssektor            | 2011            | 2001            | 2011          | 2001          |
| ---------------------------- | --------------- | --------------- | ------------- | ------------- |
| Land- und Forstwirtschaft 1) | 196             | 238             | 192           | 193           |
| Produktion                   | 8               | 10              | 93            | 50            |
| Dienstleistung               | 67              | 40              | 166           | 136           |

1) Betriebe mit Fläche in den Jahren 2010 und 1999

### Arbeitsmarkt, Pendeln
Im Jahr 2011 lebten 1102 Erwerbstätige in Neustadtl an der Donau. Davon arbeiteten 327 in der Gemeinde, siebzig Prozent pendelten aus.

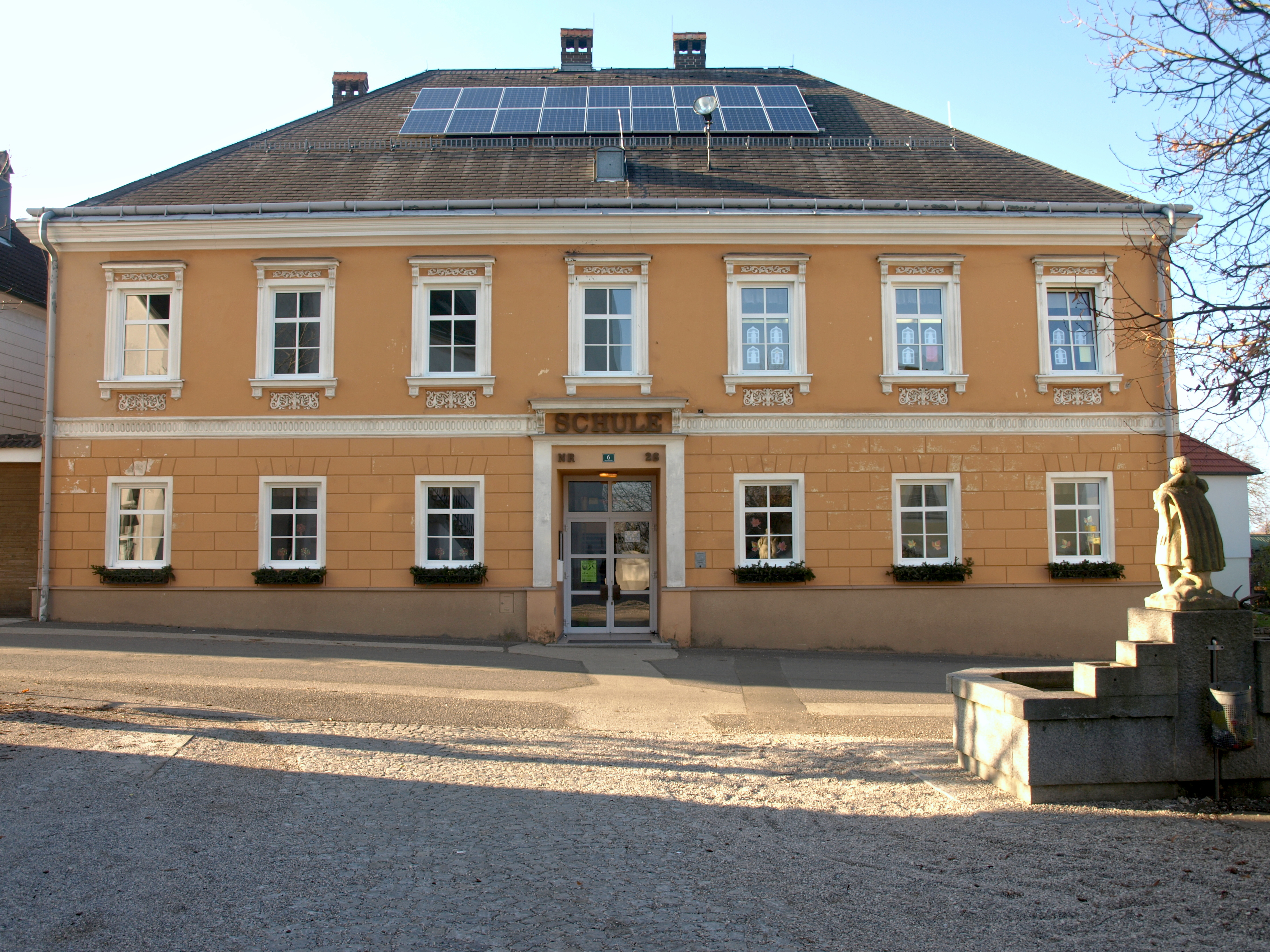
Schulhaus

### Öffentliche Einrichtungen
In der Gemeinde gibt es einen Kindergarten, eine Volksschule und eine Neue Mittelschule.

### Sport und Freizeit
In Neustadtl gibt es seit einigen Jahren eine moderne Sportanlage mit Tennisplatz, Fun Court, Kunstrasenplatz und Fußballplatz.
Bei viel Schnee kann man im Winter beim Schilift Riedbach Schifahren. Durch die Gemeinde führt auch der Eisenwurzenweg, ein Weitwanderweg vom nördlichsten zum südlichsten Punkt Österreichs.

## Politik

### Gemeinderat
Der Gemeinderat hat 21 Mitglieder.
- Nach den Gemeinderatswahlen in Niederösterreich 1990 hatte der Gemeinderat folgende Verteilung: 15 ÖVP und 6 SPÖ.
- Nach den Gemeinderatswahlen in Niederösterreich 1995 hatte der Gemeinderat folgende Verteilung: 16 ÖVP und 5 SPÖ.[11]
- Nach den Gemeinderatswahlen in Niederösterreich 2000 hatte der Gemeinderat folgende Verteilung: 16 ÖVP und 5 SPÖ.[12]
- Nach den Gemeinderatswahlen in Niederösterreich 2005 hatte der Gemeinderat folgende Verteilung: 16 ÖVP und 5 SPÖ.[13]
- Nach den Gemeinderatswahlen in Niederösterreich 2010 hatte der Gemeinderat folgende Verteilung: 17 ÖVP, 3 SPÖ und 1 FPÖ.[14]
- Nach den Gemeinderatswahlen in Niederösterreich 2015 hatte der Gemeinderat folgende Verteilung: 16 ÖVP, 3 SPÖ und 2 FPÖ.[15]
- Nach den Gemeinderatswahlen in Niederösterreich 2020 hat der Gemeinderat folgende Verteilung: 17 ÖVP, 3 SPÖ und 1 FPÖ.[16]
- Nach den Gemeinderatswahlen in Niederösterreich 2025 hat der Gemeinderat folgende Verteilung: 17 ÖVP, 2 FPÖ und 2 SPÖ.[17]

### Bürgermeister
- seit 2000 Franz Kriener (ÖVP)[18]

### Wappen
Der Gemeinde wurde 1977 folgendes Wappen verliehen: Ein von einem silbernen Wellenbalken durchzogener blauer Schild, belegt mit einer darüberliegenden aus dem Schildesfuß emporwachsenden grünen Fichte, die rechts von einem goldenen Turm mit geschlossenem Tor und links von einem aus einem Felsen wachsenden goldenen Kreuz, beide auf der Schildesteilung stehend, begleitet wird.

### Gemeindepartnerschaften

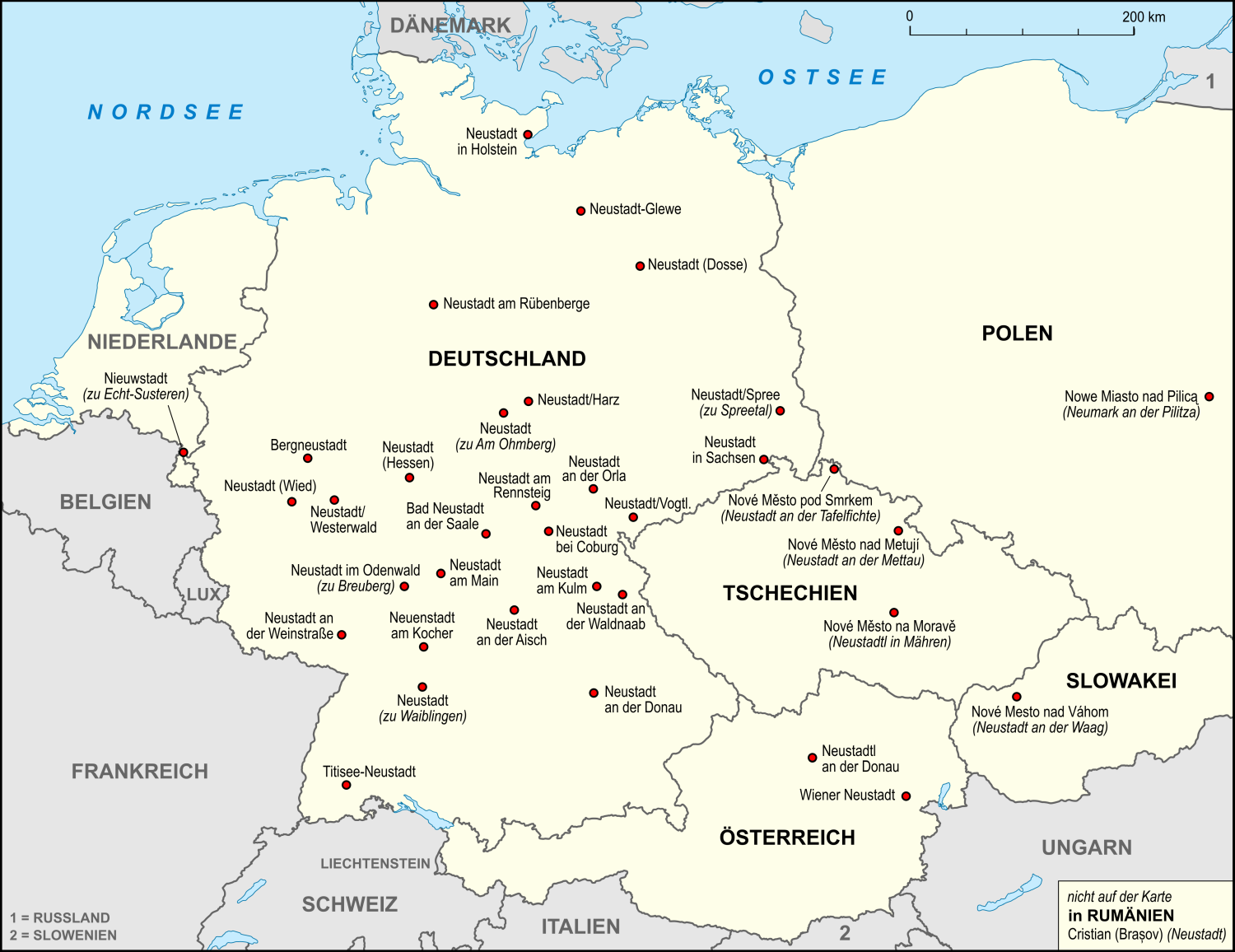
Arbeitsgemeinschaft Neustadt in Europa

- „Arbeitsgemeinschaft Neustadt in Europa“: Die Marktgemeinde Neustadtl an der Donau ist Mitglied der internationalen Städtefreundschaft Arbeitsgemeinschaft Neustadt in Europa mit 37 Mitgliedern aus den sieben mitteleuropäischen Ländern Österreich, Deutschland, Tschechien, Ungarn, Polen, der Slowakei und den Niederlanden (Stand: März 2014).